# 昼ドラ
昼ドラ（ひるドラ）は、日本において、平日の主に12時 - 13時台に放送される帯番組の中で主婦層などをターゲットとしたテレビドラマの総称。語源は昼の帯ドラマで、東海テレビの見解ではその通称を『昼ドラ』としている。別称として昼の連続ドラマ、昼帯ドラマ、昼帯、昼ドラマもある。
2016年3月まで新作ドラマを制作していた東海テレビにおいては、公式資料・公式会見・公式サイトで『昼の帯ドラマ』や通称である『昼ドラ』、または『昼の連続ドラマ』が用いられていた。2009年3月まで昼ドラ枠『愛の劇場』『ドラマ30』『ひるドラ』を同じく制作・放送していたTBS・CBC・MBSは「昼ドラ」以外に「昼の帯ドラマ」や「昼帯ドラマ」の表現を用いることもあった。
日本の地上波放送ではその後2016年4月から1年間、昼ドラの新作は放送されていなかったが、2017年4月3日よりテレビ朝日系列にて『帯ドラマ劇場』開始により、昼ドラが約1年ぶりに復活。2018年4月から1年間中断するも2019年4月に再開され、2020年3月27日まで続いた。
なお、全国独立放送協議会などの放送局が、11時から14時くらいの時間に、夜のドラマ（旧作・再放送）や韓国ドラマなどを多く放送しているが、これらは通常「昼ドラ」と呼ばれない。

## 概要
石鹸・洗剤メーカーがスポンサーに就くことが多いため、米国では昼に放送された「通俗的な連続メロドラマ」が「ソープオペラ」と称される。しかし厳密な翻訳としては昼ドラ＝ソープオペラではなく、昼ドラという別個の英語表現も可能である。これは、主婦に商品を売りたい石鹸洗剤メーカーの意向ともいわれるが、アメリカにおける初期のソープオペラに石鹸会社の話があったのが本当の理由である。
日本では、TBSテレビで放送されていた『愛の劇場』および日本テレビ制作の『愛のサスペンス劇場』には花王が、CBC、MBS交互制作の『ドラマ30』と『ひるドラ』および東海テレビ制作の昼ドラにはP&Gが、フジテレビの『ライオン奥様劇場』にはライオンが提供スポンサーになっていた。
アメリカとイギリスの昼ドラは地域社会や職場を舞台にした群像劇となっており、家族問題や社会問題を織り交ぜ、出演者の入れ替えを繰り返して展開してゆく。作品によっては50年にわたって放送されている長寿番組のような作品もある。
撮影はセットごとに行われるため必ずしも時系列に沿ってはいない。このため出演者であっても今どの時期を撮影しているのか完全には把握できず、撮影したシーンを放送でみて初めて理解できるといわれている。出演者の中には「パズルを組むようだ」と表現する者もいる。また、出演場面が多い主役クラスの俳優達は通常のドラマ撮影より拘束時間が長く、それを機に結婚することもあれば、離婚に至ることもあると評されることがある。家庭生活を犠牲にしがちで、すれ違いが多くなるからだといわれているが、真偽のほどは定かでない。
アメリカのプロレス団体であるWWEが、所属レスラー同士での愛憎劇などが繰り返されることから、ソープオペラと呼ばれている。

## 日本
日本の昼ドラは大別すると、「家族・親子の愛情譚（たん）」、「男女の関係において、演劇的に誇張された愛憎劇」、「（温泉地や病院といった）労働の現場における奮闘劇」を題材にしている。ほぼ例外なく中高年の主婦層を意識して製作されており、女性キャラクターの視点を中心に描かれる作品が圧倒的に多い。
人気のある作品は何年かにわたってシリーズ化されたり続編が制作されることがある（例『天までとどけ』、『大好き!五つ子』、『はるちゃん』『明日の光をつかめ』など）。さらにDVD・書籍・関連グッズの発売（例『ラブレター』『明日の光をつかめ』など）、映画制作（例『砂時計』など）など、派生した展開が行われることもある。
通常、放送は月曜〜金曜の帯枠であることから、放送回数は「40・45・60回」など5の倍数となっており、報道特別番組により通常時間帯に放送できなかった場合は、時間変更を行って放送するが、放送期間中にオリンピック等の大型スポーツ中継を放送することが予め決まっている場合や年末年始をまたぐ作品（およびまれに改編後の後番組が生放送番組に転換される場合）に関しては、元から放送回数を減少させているケースもある。

### 歴史
1960年代に、TBS『ポーラテレビ小説』、フジテレビ『ライオン奥様劇場』をはじめ、各放送局がこぞって昼の帯ドラマの放送を開始した。また1964年1月 - 1966年11月には、朝日放送制作で牛乳石鹸一社提供の昼の帯ドラマ（正式タイトルは不明）を放送していた。
TBS系列（TBS、MBS、CBC）制作の作品は、1970年代は第1作目（1969年）『女の絶唱』にみられるような「よろめきドラマ」が主流で、それ以降は家族や主婦を題材にした感動作やコメディー、人情ものが主となった。1980年代には 『わが子よ』などに代表される社会派が目立ち、同年代後半以降の7〜8月は夏休みと重なるために親子で鑑賞出来るテーマを用いた作品が多かった。また、1970年代後半からは、15分枠としてMBSが制作する『妻そして女シリーズ』、CBCが制作する「昼の連続ドラマ」を「愛の劇場」から連続して放送していた。
一方、1964年5月に開始した東海テレビ (THK) 制作の作品は、かつては「愛の劇場」と同路線のホームドラマや、日本放送協会(NHK)の『連続テレビ小説』のような女性の一代記的な内容の作品が中心で、『日日の背信』『渚より愛をこめて』のような昼メロ路線の内容も複数放送されていた。一方、フジ系列で「ライオン劇場」が1984年9月に終了し、1986年放送の『愛の嵐』以降、ドロドロ路線（女性が好む愛憎劇を売り物にする）のドラマが主体となり、2000年代でも『真珠夫人』（2002年）、『牡丹と薔薇』、『愛のソレア』（いずれも2004年）、『冬の輪舞』（2005年）などがあり、グランドロマンや昼メロとも呼ばれた。あまりにもインパクトが強いため、「昼ドラといえば愛憎劇」として市民権を得て、2000年代後半までは「昼ドラのよう」といったら大概この愛憎劇的であることを指していた。2009年以降は愛憎劇以外にも、純愛物・時代劇・ファンタジー物・アクション物などの作品を放送し、愛憎劇偏重の路線から変化を図っている。
TBS系制作の帯ドラマ2枠（ドラマ30は主にMBS制作のもの）でも、2000年代には再び愛憎劇を取り入れる作品があり、特に2005年10月17日-11月25日までは愛の劇場『貞操問答』と、ドラマ30『デザイナー』（10月3日開始）の2本連続で愛憎劇が続くことになったほか、東海テレビも『緋の十字架』を10月3日から12月28日まで放送していたことから13時台の3つの帯ドラマ枠は全て愛憎劇で占められる形となっていた。
他方、2000年代にはドロドロ路線とは反対の純愛路線のものとして、『ピュア・ラブ』（2002年・2003年）が3シリーズ制作され、加えて『砂時計』（2007年）、『ラブレター』（2008年-2009年）といった作品が人気を集めることもあった。

### 2000年以降
2000年代以降、各局とも地上デジタルテレビ放送の設備投資費用への多額の出資や広告費の減収などによる経営状況が悪化している。TBS系は『制作費のコストカット』と2009年4月の大改編（夕方から夜にかけて、帯の2時間ニュース番組『総力報道!THE NEWS』新設が軸の大規模な番組改編）を理由に、2009年3月末に月曜から金曜13時台の2階建てドラマを廃止し、2009年4月からはTBSテレビ系列平日昼の情報番組枠を拡大し大型情報番組『ひるおび!』となった。
テレビ東京はTBS系列の昼ドラ打ち切りの動向から、それまで11:50 - 12:26の枠に放送されていた『Lドラ』を2009年4月以降、かつての『愛の劇場』と同じ13:00 - 13:30の枠に移動したが、2010年春改編を以て打ち切った。
2016年3月31日をもって東海テレビ制作の昼ドラも終了したため、日本の地上波から新作の昼ドラは一旦消滅した。前述の通り、2017年4月3日からテレビ朝日にて『帯ドラマ劇場』（第1期）開始により、昼ドラが約1年ぶりに復活したが、2018年3月30日をもって第1期終了により一時廃枠扱いとなり、2019年4月8日に同枠の第2期を開始した（詳細は当該ドラマ枠記事を参照）。2020年3月27日をもって第2期終了により廃枠扱いとなり、日本の地上波から新作の昼ドラは再度消滅した。
一方、2021年7月から9月にかけて、金曜13時枠での週1回放送ではあるが、TOKYO MXにおいて『寺西一浩ドラマ 人生いろいろ』、2022年5月から6月並びに同年9月（予定）には、金曜13時台での週1回放送ではあるが、フジテレビ系列『ポップUP!』内において、『ひるドラ!「昼上がりのオンナたち」』がそれぞれ放送された。
減少については以下の理由がある。
- 2004年の『冬のソナタ』以降、かつての日本のトレンディドラマのような趣きがある韓国ドラマに視聴者が流れていった。
- 共働きの増加で昼間は視聴できない[27][28]
- 昼ドラでよくある不倫は珍しくなくなり、嫁姑関係の同居も少なくなり、実生活が平凡ではなかったりするとそういう展開を見ても心が動かない[29]
- 昼間はドラマ(コンテンツ)よりワイドショー(情報)の時代となり視聴率が低迷[28]
- スマートフォン向け乙女ゲームアプリや[30]、よくみられた過激な性描写はインターネット、スマホの普及で手軽に入手できるようになった[31]。

### 過去の放送枠・作品

#### 日本テレビ系列
日本テレビ昼1時枠帯ドラマ（1962年2月 - 1968年、日本テレビ制作）
日本テレビ昼1時15分枠帯ドラマ（1963年 - 1967年、日本テレビ制作）
よみうりテレビ制作昼の帯ドラマ（1965年 - 1968年、よみうりテレビ制作）
北日本放送制作昼の帯ドラマ（1972年 - 1974年、北日本放送制作）
愛のサスペンス劇場（1975年 - 1977年、日本テレビ制作）
女の劇場（1977年、日本テレビ制作）

#### テレビ朝日系列
女シリーズ（1962年 - 1965年、毎日放送制作）
ライオン女性劇場（1968年 - 1969年、日本教育テレビ（NET）制作、ライオン歯磨・ライオン油脂（現：ライオン）の一社提供）
帯ドラマ劇場（2017年4月 - 2018年3月・2019年4月8日 - 2020年3月27日、テレビ朝日制作）

#### TBS系列
ポーラテレビ小説（1968年 - 1986年、ポーラ化粧品本舗の一社提供）
家庭の問題（1987年 - 1990年、TBS制作）
TBS・朝日放送平日昼1時枠の連続ドラマ（1961年 - 1966年、TBS・朝日放送制作）
テレビ映画 (TBS系昼ドラ)（1962年 - 1969年、TBS・朝日放送制作）
TBS平日昼1時30分枠の連続ドラマ（1963年 - 1967年、TBS制作）
愛の劇場（1969年 - 2009年、TBS制作 ）
妻そして女シリーズ（1975年 - 1992年、MBS制作）
CBC制作（1971年 - 1992年、CBC制作）
ドラマ30・ひるドラ（1992年 - 2009年、2008年枠名変更、MBS・CBC制作）
TBS平日昼2時枠の連続ドラマ（1964年 - 1972年、TBS制作）

#### テレビ東京系列
Lドラ（2008年 - 2010年）

#### フジテレビ系列
フジテレビ平日正午枠の連続ドラマ（1964年 - 1965年・1966年 - 1967年、フジテレビ制作）
お昼のテレビ小説（1977年 - 1980年、フジテレビ制作）
ライオン奥様劇場（1964年 - 1984年、フジテレビ制作）
フジテレビ平日昼1時45分枠の連続ドラマ（1967年 - 1976年）
東海テレビ制作（1964年5月 - 2016年3月）

## アメリカ合衆国
現在アメリカ合衆国の3大ネットワークで放送されているものを挙げる。ほとんどの作品は1時間番組となっている。たとえば東部標準時地域のABC（アメリカン・ブロードキャスティング・カンパニー）系列局では13,14,15時台をソープ・オペラに充てているが、系列局によって放送される時間が異なることもある。リストは各局それぞれ放送開始時期が早い順に並べている。

### 作品 (アメリカ)

#### CBS
- ガイディング・ライト(Guiding Light, 1952.6〜2009.9) - 世界一の長寿ドラマとして、ギネス・ワールド・レコーズにも登録されたが、2009年9月に終了した。
- アズ・ザ・ワールド・ターンズ(As the World Turns, 1956.4〜2010.9) - ガイディング・ライト終了に伴い最長寿ドラマとなったが、2010年9月に終了した。
- ヤング・アンド・ザ・レストレス(The Young and the Restless, 1973.3〜)
- ボールド・アンド・ザ・ビューティフル(The Bold and the Beautiful, 1987.3〜)

#### NBC
- デイズ・オブ・アワ・ライブス(Days of our Lives, 1965.11〜) - 2022年9月12日放送分から地上波での放送を終了し、動画配信サービス「Peacock」での独占配信に移行予定[32]。

#### ABC
- ゼネラル・ホスピタル(General Hospital, 1963.1〜)
- ワン・ライフ・トゥ・リヴ(One Life to Live, 1968.7〜2012.1)
- オール・マイ・チルドレン(All My Children, 1970.1〜2011.9)

## イギリス・英連邦
イギリスとオーストラリアは、同じ英語圏・同じイギリス連邦ということもあり、二国間で番組の輸出入が行われている。総じて放送時間は30分以内で、放送時間は夕方のニュース番組が放送される時間帯。コロネーション・ストリート(Coronation Street)のように午後8時に放送されるものもある。